# ヤラクイ州
ヤラクイ州（ヤラクイしゅう、スペイン語: Estado Yaracuy、IPA: [esˈtaðo ʝaɾaˈkui]）は、ベネズエラの州。州都はサン・フェリペで、その他の主要都市にアロア、チバコア、ココロテ、マリン、ニルグア、サバナ・デ・パラ、ヤリタグア、ウラチチェが挙げられる。総面積は7100平方キロ、人口は74万700人（2019年推計）である。
アンデス山脈の終点と沿岸山地の起点にあたる、山がちな地域である。沿岸山地は北のオロア山地と南のニルグア山地に分けられ、その間の渓谷に州都サン・フェリペを含む主要都市が位置する。この渓谷ではヤラクイ川が流れ、農業が営まれる。
経済はサトウキビ、トウモロコシ、畜産などの農業が主である。ヤリタグア地域やチバコアでは、農機具などの製造業がみられる。
近年はラピ知事のもとで、発展と社会開発が進められた。しかし2004年にウゴ・チャベスの支援を受けたカルロス・ヒメネスが取って代わって以降、地元経済は混乱状態にある。ことにサトウキビ生産は急落した。ヒメネスは汚職疑惑で失脚し、2008年にフリオ・レオンが知事を引き継いだ。

## 隣接州
北でファルコン州、西でララ州、南でポルトゥゲサ州とコヘデス州、東でコヘデス州とカラボボ州に接する。

## 基礎自治体
ヤラクイ州は下記の14市（ムニシピオ）からなる。括弧は各市の中心地である。
1. アリスティデス・バスティダス市（サン・パブロ）
2. ボリーバル市（アロア）
3. ブルスアル市（チバコア）
4. ココロテ市（ココロテ）
5. インデペンデンシア市（インデペンデンシア）
6. ホセ・アントニオ・パエス市（サバナ・デ・パラ）
7. ラ・トリニダード市（ボラウレ）
8. マヌエル・モンヘ市（ユマーレ）
9. ニルグア市（ニルグア）
10. ペーニャ市（ヤリタグア）
11. サン・フェリペ市（サン・フェリペ・デ・ヤラクイ）
12. スクレ市（グアマ）
13. ウラチチェ市（ウラチチェ）
14. ベロエス市（ファリアール）